# Heaven Music
Heaven Music je najveća grčka nezavisna diskografska kuća. Osnovana je 2001. godine u prijestolnici Ateni te je u vlasništvu medijske korporacije ANT1 Group. Poznata je što za nju potpisuju novi i mladi glazbenici (proizašli iz talent showova poput Fame Storyja, X-Factora i Rising Stara) kao i najveći pjevači u zemlji poput Despine Vandi, Natasse Theodoridou, Giannisa Ploutarhos, Alkistise Protopsalti i Antonisa Remosa.

## Povijest
Diskografska kuća je osnovana 2001. te je tijekom prvih pet godina djelovanja pod vodstvom Georgea Levendisa uspjela izdati jedan četvero platinasti album, tri dvostruko platinasta albuma, pet platinasta albuma te 24 zlatna albuma. Uspjeh se može pripisati i ekskluzivnom ugovoru kojeg je Heaven Music imao s tekstopiscem Phoebusom od osnutka pa do kraja 2009. Njegove pjesme popularne su u Grčkoj i Cipru što je dovelo do izdavanja nekoliko multi platinastih albuma.
Heaven Music je uvijek pokazivao interes za nove i neafirmirane pjevače te njihovu promociju izvan Grčke. Tako je 2002. započela suradnja s britanskom dance diskografskom kućom Ministry of Sound i distribucijom albuma Gia od Despine Vandi na europsko i sjevernoameričko tržište. Također, postoji i suradnja s iTunes Storeom i drugim grčkim digitalnim distributerima u svrhu elektroničke prodaje glazbe domaćih glazbenika.
Od ožujka 2014. Heaven Music postaje ekskluzivni distributer glazbenih izdanja Warner Music grupacije za grčko i ciparsko područje.

## Vanjske poveznice
- Službena web stranica diskografske kuće